# モンスター☆ウルトラ
株式会社モンスター☆ウルトラは、東京都港区に本社を置く日本の映像制作会社である。

## 企業概要
2002年TYOグループ会社として営業開始。
2008年11月、株式会社モンスターフィルムスと株式会社ウルトラが合併し、現在の名称となる。

## 事業内容
- TVCMの企画及び制作。
- クロスメディア・プロモーションの企画及び制作運営。
- インタラクティブ・コンテンツの企画及び制作。
- イベント・SPツール・PRの企画及び制作。
- TV番組、DVD、ミュージッククリップ、等映像コンテンツの企画及び制作。
- ショートフィルム、映画等の企画及び制作。

## 受賞作品
- ユニクロのグローバル・プロモーションの『UNIQLOCK』が、2008年、世界三大広告賞の一つである“カンヌ国際広告祭（International Advertising Festival）”のチタニウム部門とサイバー部門でグランプリを獲得。
- 北海道夕張市の観光PRキャラクター『夕張夫妻』は、2009年、カンヌ国際広告祭のプロモーション部門でグランプリ（最高賞）を受賞。

## 作品

### 主なTVCF
- 「ブラトップ」：ユニクロ
- 「カラージーンズ」：ユニクロ
- 「パーカー」：ユニクロ
- 「プラスX」：ロッテ
- 「ハピコレ」：ベネッセ
- 「おむすび山」：ミツカン
- 「きこりんの森」：住友林業
- 「ピューロランド」：サンリオ
- 「オールトヨタキャンペーン」：トヨタ自動車
- 「アーモンド」：ロッテ
- 「スーパーエコ割」：全日本空輸
- 「メディクリーン」：オムロン ヘルスケア
- 「Dydo D-1 COFFEE」：ダイドードリンコ
- 「三井住友銀行カードローン」：三井住友銀行
- 「DOMO !」：アルバイトタイムス
- 「週間CHINTAI」：CHINTAI

### 主なクロスメディア、インタラクティブ・コンテンツ
- 東京ドームシティアトラクションズ
- UNIQLO MEETS CORTEO "THE COLOR SHOW TOKYO"
- 合格祈願サイト 花咲かZ（ズィー）
- ほろよい.com
- AXE「CHOCOMAN HUNTER」
- MINTIA SPECIAL WEB SITE 2008

### 主な映画
- パレード
- ボーイズ・オン・ザ・ラン
- クヒオ大佐
- ネガティブハッピー・チェーンソーエッヂ（制作プロダクションは日活、デジタルフロンティア）
- BECK
- 腑抜けども、悲しみの愛を見せろ

## 所在地
- 本社 - 東京都港区六本木4-2-14